# Eurocon 1982
Eurocon 1982, acronim pentru Convenția europeană de science fiction din 1982, cea de-a șasea manifestare a genului, la Mönchengladbach în  Germania.